# Darryl Bäly
Darryl Bäly (ur. 19 stycznia 1998 w Zaandijk) – arubański piłkarz holenderskiego pochodzenia grający na pozycji obrońcy w klubie FC Lisse.

## Kariera klubowa

### FC Volendam
Bäly zadebiutował  w seniorskiej drużynie FC Volendam 24 sierpnia 2018 w meczu ze Spartą Rotterdam (przeg. 2:0). Pierwszą bramkę zdobył 9 listopada 2018 w wygranym 3:2 spotkaniu przeciwko MVV Maastricht. Łącznie dla FC Volendam Bäly rozegrał 37 meczów strzelając jednego gola.

### SC Telstar
Bäly został wypożyczony do SC Telstar 31 stycznia 2020. Nie wystąpił tam w żadnym spotkaniu.

### OFC Oostzaan
Bäly trafił do OFC Oostzaan 1 lipca 2021. Zadebiutował dla nich 29 sierpnia 2021 w meczu z HSC '21 (wyg. 2:1). Pierwszą bramkę zdobył 16 kwietnia 2022 w przegranym 3:5 spotkaniu przeciwko HVV Hollandia. Łącznie dla OFC Oostzaan Bäly rozegrał 48 meczów strzelając 3 gole.

### FC Lisse
Bäly przeszedł do FC Lisse 1 lipca 2023. Debiut dla nich zaliczył 19 sierpnia 2023 w przegranym 3:1 spotkaniu przeciwko VV Katwijk.

## Kariera reprezentacyjna
| Mecze i gole w reprezentacji | Mecze i gole w reprezentacji | Mecze i gole w reprezentacji | Mecze i gole w reprezentacji | Mecze i gole w reprezentacji | Mecze i gole w reprezentacji | Mecze i gole w reprezentacji | Mecze i gole w reprezentacji |
| Aruba                        | Aruba                        | Aruba                        | Aruba                        | Aruba                        | Aruba                        | Aruba                        | Aruba                        |
| Lp.                          | Data                         | Miejsce                      | Gospodarz                    | Gość                         | Wynik                        | Gol                          | Rozgrywki                    |
| ---------------------------- | ---------------------------- | ---------------------------- | ---------------------------- | ---------------------------- | ---------------------------- | ---------------------------- | ---------------------------- |
| 1.                           | 03.06.2021                   | Bradenton                    | Aruba                        | Kajmany                      | 3:1                          |                              | el. do MŚ 2022               |
| 2.                           | 06.06.2021                   | Bradenton                    | Kanada                       | Aruba                        | 5:0                          |                              | el. do MŚ 2022               |
| 3.                           | 07.06.2022                   | Willemstad                   | Aruba                        | Saint-Martin                 | 3:0                          |                              | L. N. CONCACAF 2022/2023     |
| 4.                           | 10.06.2022                   | Willemstad                   | Aruba                        | Saint Kitts i Nevis          | 2:3                          |                              | L. N. CONCACAF 2022/2023     |
| 5.                           | 28.03.2023                   | Basseterre                   | Saint Kitts i Nevis          | Aruba                        | 2:0                          |                              | L. N. CONCACAF 2022/2023     |
| 6.                           | 11.09.2023                   | George Town                  | Kajmany                      | Aruba                        | 1:2                          | Gol                          | L. N. CONCACAF 2023/2024     |